# Macropanax skvortsovii
Macropanax skvortsovii là một loài thực vật có hoa trong Họ Cuồng cuồng. Loài này được Ha mô tả khoa học đầu tiên năm 1984.